# NGC 1377
NGC 1377 is een lensvormig sterrenstelsel in het sterrenbeeld Eridanus. Het hemelobject werd op 19 december 1799 ontdekt door de Duits-Britse astronoom William Herschel.

## Synoniemen
- PGC 13324
- ESO 548-51
- MCG -4-9-33
- IRAS03344-2103